# 패러디

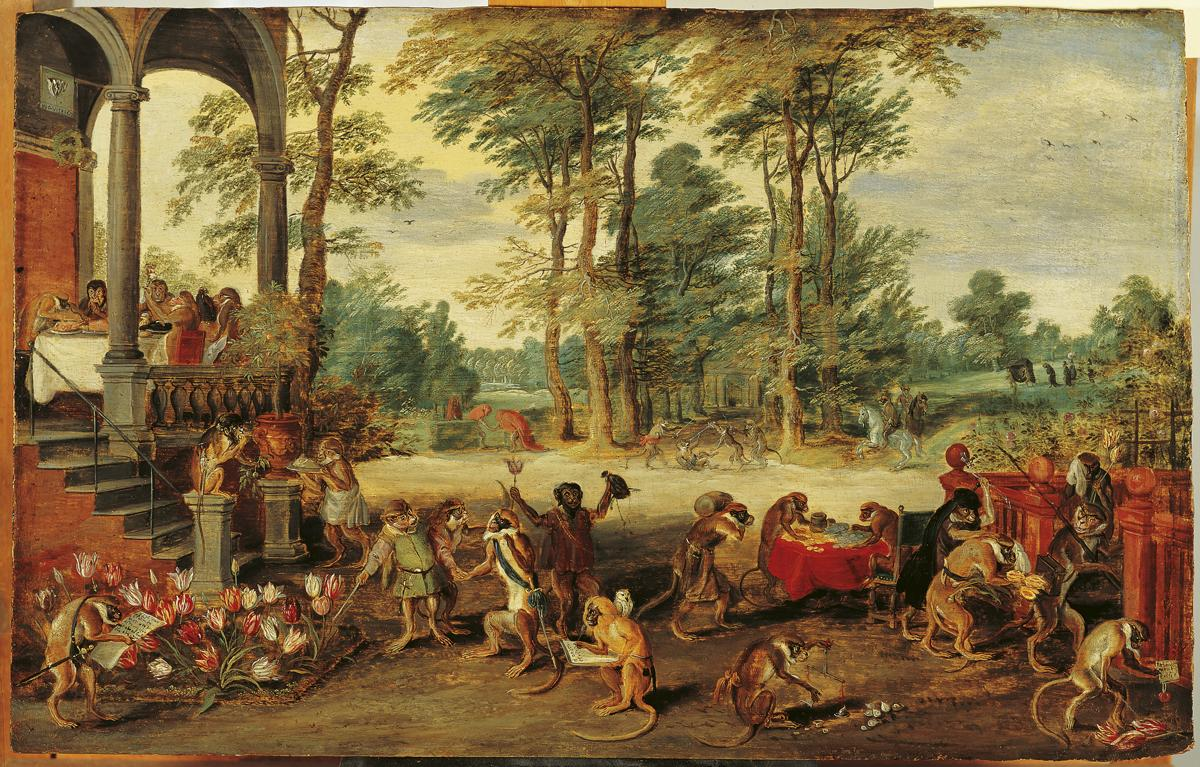

패러디(영어: parody, 그리스어: παρωδία)는 문학, 음악 등의 작품에 다른 사람이 먼저 만들어 놓은 어떤 특징적인 부분을 모방해서 자신의 작품에 집어넣는 기법을 의미한다. 주로 익살 또는 풍자를 목적으로 하기 때문에 《희인(喜引)》이라고도 한다. 보통 패러디 요소가 들어간 작품들은 패러디했음을 감추지 않고 드러냄으로써 보는 사람들에게 웃음을 이끌어내는 경우가 많기 때문에, 패러디 기법은 비단 예술작품 뿐 아니라 효과적인 개그의 소재로도 번번히 사용된다. 오마주(hommage)와는 용례를 구별하여 쓰는 것이 보통인데, 전자는 익살 내지 풍자가 주된 목적인 반면, 후자는 그 작품의 원작자를 존경하는 차원에서 원작의 요소를 차용한다는 점에서 차이가 있다.

## 시
어떤 저명한 작가의 작품의 어구(語句)나 문체를 모방하여 그 특징을 보존하면서, 전체로서는 전혀 별개의 외형에 맞지 않는 내용을 표현함으로써 익살의 효과를 주는 종류의 시를 말한다. 대개는 운문의 시이지만 반드시 그렇다고는 할 수 없다. 패러디는 가끔 풍자의 한 수단으로서 쓰이고 있다. 그러나 이런 종류의 시문은 본시 창조성이 없는, 시적 가치가 낮은 것이다.

## 같이 보기
- 농담